# Gelijkheidswet

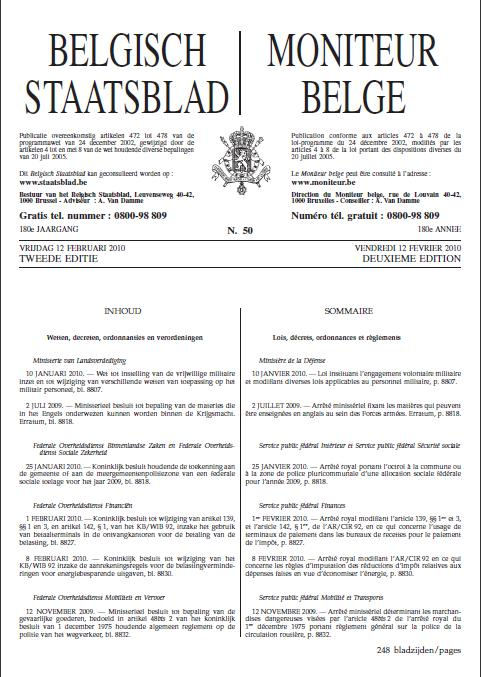
Het Belgisch Staatsblad, met de Nederlandstalige en Franstalige versie naast elkaar. Ieder jaar wisselt deze volgorde om.

De Gelijkheidswet, officieel de wet van 18 april 1898 betreffende het gebruik der Vlaamsche taal in de officiëele bekendmakingen, ook weleens de Wet Coremans-De Vriendt (Frans: Loi Coremans-De Vriendt) genoemd, voerde het Nederlands in als officiële taal van België, op gelijke voet met het Frans. Hij verscheen op 15 mei 1898 in het Belgisch Staatsblad. De Franstalige officiële benaming van de Gelijkheidswet is de loi relative à l'emploi de la langue flamande dans les publications officielles.

## Aanleiding
Voor de invoering van de Gelijkheidswet in 1898 was het Nederlands geen Belgische officiële landstaal. Daarom werden wetten, na de goedkeuring in het parlement, uitsluitend in het Frans bekrachtigd, afgekondigd en bekendgemaakt. Hetzelfde gold voor andere akten, zoals de koninklijke en ministeriële besluiten. Eventuele Nederlandse vertalingen waren niet rechtsgeldig. Dit betekent dat men zich voor de hoven en rechtbanken enkel kon baseren op de Franstalige wetten.
In 1886 werden voor het eerst muntstukken uitgebracht met een Nederlandstalig opschrift. De Antwerpenaar Edward Coremans, lid van de Meetingpartij, gaf op 27 november 1888 de allereerste Nederlandstalige toespraak ooit in de Kamer van volksvertegenwoordigers.
Na het invoeren van het kiesstelsel volgens het algemeen meervoudig stemrecht in 1893 weerklonk de vraag naar taalkundige gelijkheid steeds luider. Ook in het parlement bracht men de taalkwestie ter sprake. Coremans sprak tijdens een debat op 18 november 1896 onder meer volgende woorden uit: "Il existe, en effet, une législation en Belgique, qui ordonne que la promulgation et la publication des lois sera faite en français seul et que seul le texte français des lois est officiel. De sorte que, depuis 1830-1831, le peuple flamand, qui aujourd'hui compte 2.700.000 individus ne sachant que le flamand, se trouve dans cette situation injuste et tyrannique d'avoir à obéir à des lois qu'il ne sait ni lire ni comprendre!".

## Totstandkoming

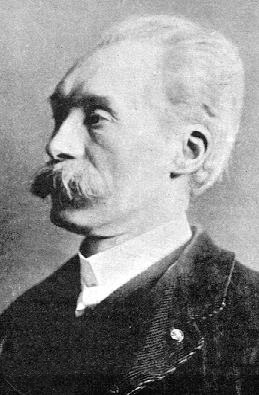
Juliaan De Vriendt.

Op 13 maart 1895 diende Edward Coremans, samen met Joris Helleputte, Florimond Heuvelmans, Louis Van den Broeck, Jacques Van den Bemden en Charles de Broqueville, een wetsvoorstel in om de afkondiging en de publicatie van wetten voortaan in zowel het Frans als het Nederlands te laten geschieden.
Op dezelfde dag legde Juliaan De Vriendt, samen met priester Adolf Daens, Julien Van Der Linden, Alfons Janssens, Eugène De Guchtenaere en Auguste Huyshauwer een ander wetsvoorstel neer, dat meer verregaand was. Het wetsvoorstel-De Vriendt stelde een volledig tweetalig wetgevingsproces voorop. Wetsontwerpen en wetsvoorstellen zouden tegelijkertijd in beide talen moeten worden neergelegd en in beide talen moeten worden voorgelezen. Amendementen zouden eveneens in beide talen moeten worden ingediend. De stemming, de afkondiging en de publicatie zouden eveneens op tweetalige wijzen dienen te gebeuren.
Na de bespreking van deze wetsvoorstellen in een speciale commissie, stelt volksvertegenwoordiger Florent Van Cauwenbergh op 17 juli 1895 een verslag op met een eengemaakt en uitgebreider wetsvoorstel. Dit wetsvoorstel werd op 19 november 1896 goedgekeurd (92 stemmen voor, 3 tegen, 1 onthouding). De Senaat nam evenwel amendementen aan en keurde  een afgezwakt wetsvoorstel goed (51 stemmen voor, 23 tegen, 23 onthoudingen). De Kamer keurde dit minder verregaand voorstel echter af, bevestigde het originele wetsontwerp (99 stemmen voor, 19 tegen, 4 onthoudingen), waarna de Senaat zich met een kleine meerderheid alsnog aansloot bij het ongewijzigde wetsvoorstel (47 stemmen voor, 39 tegen, 3 onthoudingen). Koning Leopold II ondertekende en bekrachtigde de wet op 18 april 1898.

## Gevolgen
Een en ander had tot gevolg dat na de Gelijkheidswet er Franstalige parlementsleden waren die de Nederlandse taal niet machtig waren en wetten stemden in een taal die ze niet begrepen.
Nieuwe wetten kwamen voortaan tweetalig tot stand, maar de Nederlandse vertalingen van de wetgeving van voor 1898 zou slechts geleidelijk worden goedgekeurd door het parlement. Vanaf 1923 verzorgde een centrale commissie Nederlandse vertalingen van de basiswetgeving, die vervolgens in koninklijke besluiten werden opgenomen, maar niet in wetten. Officiële Nederlandstalige wetsequivalenten zouden maar volgen na de Tweede Wereldoorlog. De Belgische Grondwet bijvoorbeeld zou pas in 1967 een officiële Nederlandse vertaling krijgen. De wetten van 30 december 1961 en 30 april 1962 legden de Nederlandstalige versie vast van het Burgerlijk Wetboek. De officiële Nederlandstalige versie van het Strafwetboek werd in 1962 goedgekeurd. Die van het Wetboek van Strafvordering werd gestemd in 1967. Van het Veldwetboek en het Boswetboek werd de Nederlandstalige versie vastgelegd in 1969. In de jaren 1970 volgde de kieswetgeving.

## Hedendaagse regeling
De Gelijkheidswet werd opgeheven en vervangen door de wet van 31 mei 1961 betreffende het gebruik der talen in wetgevingszaken, het opmaken, bekendmaken en inwerkingtreden van wetten en verordeningen, die echter de algehele tweetaligheid behield. Eventuele verschillen tussen de Nederlandse en de Franse tekst worden opgelost naar de wil van de wetgever, die bepaald wordt volgens de gewone interpretatie en zonder dat aan de ene tekst de voorkeur wordt gegeven boven de andere (artikel 7 van de wet van 31 mei 1961). Dat is het kenmerk van de gelijkheid van de Nederlandse en de Franse tekst van de wetten en besluiten.  Duitse wetgevingsvertalingen zijn overigens tot op de dag van vandaag slechts officieuze vertalingen. Belangrijke akten worden evenwel onmiddellijk in drie talen gepubliceerd, zoals de akte van troonsafstand van koning Albert II.